# Férfi 50 méteres hátúszás a 2011-es úszó-világbajnokságon
A férfi 50 méteres hátúszást a 2011-es úszó-világbajnokságon július 30-án és 31-én rendezték meg. Előbb a selejtezőket és az elődöntőket, másnap a döntőt.

## Rekordok
|                               | Név          | Nemzetiség | Idő   | Helyszín | Dátum              |
| ----------------------------- | ------------ | ---------- | ----- | -------- | ------------------ |
| Világcsúcs Világbajnoki csúcs | Liam Tancock | GBR        | 24.04 | Róma     | 2009. augusztus 2. |

## Érmesek
| Arany                             | Ezüst                           | Bronz                                        |
| Egyesült Királyság · Liam Tancock | Franciaország · Camille Lacourt | Dél-afrikai Köztársaság · Gerhardus Zandberg |

## Eredmények

### Selejtezők
| Helyezés | Selejtező | Pálya | Név                      | Nemzetiség | Idő   | Megj. |
| -------- | --------- | ----- | ------------------------ | ---------- | ----- | ----- |
| 1        | 4         | 5     | Gerhardus Zandberg       | RSA        | 24.72 | Q     |
| 2        | 6         | 4     | Camille Lacourt          | FRA        | 25.03 | Q     |
| 3        | 6         | 2     | Helge Meeuw              | GER        | 25.04 | Q     |
| 4        | 4         | 7     | Flori Lang               | SUI        | 25.12 | Q     |
| 5        | 4         | 2     | Aschwin Wildeboer Faber  | ESP        | 25.14 | Q     |
| 6        | 6         | 5     | Junya Koga               | JPN        | 25.17 | Q     |
| 7        | 4         | 3     | Guy Barnea               | ISR        | 25.18 | Q     |
| 8        | 4         | 4     | Nicholas Thoman          | USA        | 25.22 | Q     |
| 8        | 5         | 5     | David Plummer            | USA        | 25.22 | Q     |
| 10       | 5         | 4     | Liam Tancock             | GBR        | 25.26 | Q     |
| 10       | 5         | 1     | Aristeidis Grigoriadis   | GRE        | 25.26 | Q     |
| 12       | 6         | 1     | Mirco di Tora            | ITA        | 25.28 | Q     |
| 13       | 5         | 6     | Hayden Stoeckel          | AUS        | 25.29 | Q     |
| 14       | 6         | 3     | Ashley Delaney           | AUS        | 25.33 | Q     |
| 14       | 6         | 6     | Bastiaan Lijesen         | NED        | 25.33 | Q     |
| 16       | 5         | 8     | Charles Francis          | CAN        | 25.43 | Q     |
| 17       | 5         | 3     | Sun Xiaolei              | CHN        | 25.44 |       |
| 18       | 5         | 7     | Cheng Feiyi              | CHN        | 25.52 |       |
| 19       | 4         | 1     | Guilherme Guido          | BRA        | 25.58 |       |
| 20       | 5         | 2     | Vitalij Boriszov         | RUS        | 25.60 |       |
| 21       | 4         | 8     | Pavel Szankovics         | BLR        | 25.80 |       |
| 22       | 6         | 7     | Daniel Bell              | NZL        | 25.91 |       |
| 23       | 3         | 3     | Roko Šimunić             | CRO        | 26.07 |       |
| 24       | 3         | 4     | Pedro Medel              | CUB        | 26.08 |       |
| 25       | 6         | 8     | Federico Grabich         | ARG        | 26.13 |       |
| 26       | 3         | 6     | Jean-François Schneiders | LUX        | 26.70 |       |
| 27       | 3         | 7     | Oliver Elliot Banados    | CHI        | 26.72 | NR    |
| 28       | 3         | 1     | Zane Jordan              | ZAM        | 27.12 |       |
| 29       | 3         | 2     | Boris Kirillov           | AZE        | 27.25 |       |
| 30       | 2         | 4     | Emile Bakale             | CGO        | 28.34 |       |
| 31       | 3         | 8     | Antonio Tong             | MAC        | 28.46 |       |
| 32       | 2         | 5     | Alban Laye-Joseph Diop   | SEN        | 29.02 |       |
| 33       | 1         | 3     | Kerson Hadley            | FSM        | 30.46 |       |
| 34       | 2         | 2     | Ahmed Atari              | QAT        | 32.37 |       |
| 35       | 2         | 7     | Husam Ahmed              | MDV        | 33.44 |       |
| 36       | 2         | 1     | Mulualem Girma           | ETH        | 33.85 |       |
| 37       | 1         | 4     | Pathana Inthavong        | LAO        | 35.30 |       |
| 38       | 2         | 8     | Mohamed Eltayeb          | SUD        | 35.98 |       |
| 39       | 1         | 5     | Thierry Videgni          | BEN        | 42.95 |       |
| –        | 2         | 3     | Adbulrahman Alishaq      | QAT        |       | DNS   |
| –        | 2         | 6     | Folarin Ogunsola         | GAM        |       | DNS   |
| –        | 3         | 5     | Omar Pinzón              | COL        |       | DNS   |
| –        | 4         | 6     | Ryosuke Irie             | JPN        |       | DNS   |

### Elődöntők

#### Első elődöntő
| Helyezés | Pálya | Név             | Nemzetiség | Idő   | Megj. |
| -------- | ----- | --------------- | ---------- | ----- | ----- |
| 1        | 2     | Liam Tancock    | GBR        | 24.62 | Q     |
| 2        | 4     | Camille Lacourt | FRA        | 24.85 | Q     |
| 3        | 6     | Nicholas Thoman | USA        | 25.03 | Q     |
| 4        | 5     | Flori Lang      | SUI        | 25.07 | Q     |
| 5        | 3     | Junya Koga      | JPN        | 25.14 |       |
| 6        | 7     | Mirco di Tora   | ITA        | 25.40 |       |
| 7        | 1     | Ashley Delaney  | AUS        | 25.43 |       |
| 8        | 8     | Charles Francis | CAN        | 25.56 |       |

#### Második elődöntő
| Helyezés | Pálya | Név                     | Nemzetiség | Idő   | Megj. |
| -------- | ----- | ----------------------- | ---------- | ----- | ----- |
| 1        | 4     | Gerhardus Zandberg      | RSA        | 24.91 | Q     |
| 2        | 3     | Aschwin Wildeboer Faber | ESP        | 24.99 | Q     |
| 3        | 2     | David Plummer           | USA        | 25.03 | Q     |
| 4        | 6     | Guy Barnea              | ISR        | 25.09 | Q     |
| 5        | 1     | Hayden Stoeckel         | AUS        | 25.20 |       |
| 6        | 5     | Helge Meeuw             | GER        | 25.20 |       |
| 7        | 7     | Aristeidis Grigoriadis  | GRE        | 25.46 |       |
| 8        | 8     | Bastiaan Lijesen        | NED        | 25.51 |       |

### Döntő
| Helyezés  | Pálya | Név                     | Nemzetiség | Idő   | Megj. |
| --------- | ----- | ----------------------- | ---------- | ----- | ----- |
| Aranyérem | 4     | Liam Tancock            | GBR        | 24.50 |       |
| Ezüstérem | 5     | Camille Lacourt         | FRA        | 24.57 |       |
| Bronzérem | 3     | Gerhardus Zandberg      | RSA        | 24.66 |       |
| 4         | 6     | Aschwin Wildeboer Faber | ESP        | 24.82 |       |
| 5         | 7     | David Plummer           | USA        | 24.92 |       |
| 6         | 2     | Nicholas Thoman         | USA        | 25.01 |       |
| 6         | 8     | Guy Barnea              | ISR        | 25.01 |       |
| 8         | 1     | Flori Lang              | SUI        | 25.15 |       |